# Europese weg 314
De Europese weg 314 of E314 is een Europese weg die loopt van Leuven in België naar Aken in Duitsland.

## Algemeen
De Europese weg 314 is een Klasse B-verbindingsweg en verbindt het Belgische Leuven met het Duitse Aken en komt hiermee op een afstand van ongeveer 125 kilometer. Aan beide uiteinden sluit de weg aan op de E40. De route is door de UNECE als volgt vastgelegd: Leuven - Hasselt - Heerlen - Aken.
De E314 komt langs de volgende steden:
- Leuven
- Aarschot
- Scherpenheuvel-Zichem
- Diest
- Genk
- Maasmechelen
- Geleen
- Heerlen
- Aken

## Naamgeving
Omdat de E314 een Europese B-weg is, werd de naam E314 door de UNECE als volgt vastgelegd:
Het eerste cijfer is ook het eerste cijfer van de dichtstbijzijnde belangrijke Europese A-weg ten noorden van de E314. Dit is de E34.
Het tweede cijfer is het eerste cijfer van de dichtstbijzijnde belangrijke Europese A-weg ten westen van de E314. Dit is de E19.
Het derde cijfer is een volgnummer dat aangeeft dat dit de 4de weg (van noord naar zuid) is die de eerste twee cijfers gemeen heeft (na de E311, E312 en E313).

## In België
In België is de E314 (A2) een belangrijke snelweg. Hij start in de provincie Vlaams-Brabant bij Leuven als afsplitsing van de E40 en leidt na een eerste traject door Vlaams-Brabant via de provincie Limburg naar de landsgrens om dan in Nederlands Limburg verder te lopen. Opmerkelijk is dat in het Belgisch Limburgse gedeelte de afstanden tussen de afritten beduidend langer zijn dan in het Vlaams-Brabantse gedeelte. Zo is de afstand tussen afritten Halen en Lummen-Centrum een kleine 9 kilometer en tussen Holsbeek en Wilsele nog geen 5 kilometer.
In de dagelijkse ochtendspits staan er op de E314 vaak files op het traject tussen Aarschot en het knooppunt met de E40 richting Brussel. In de avondspits zijn de files minder intens, maar zijn er toch ook vaak problemen op dit traject in de richting Aarschot.
De E314 loopt in België samen met de snelweg A2. Het E-nummer is meer ingeburgerd. Zie het artikel over de A2 voor een uitgebreidere beschrijving van het traject.

## In Nederland
De E314 valt in Nederland geheel samen met de A76. Zij vormt een drukke doorgangsroute tussen België en Duitsland. Zeer opvallend bij Geleen is dat de weg tussen de terreinen en installaties van chemiecomplex Chemelot door loopt. Bij Knooppunt Kerensheide sluit de A76 aan op A2 (E25) alwaar richting Eindhoven of Maastricht gekozen kan worden. Bij Nuth kan via de Buitenring Parkstad Limburg Brunssum en Landgraaf bereikt worden. Vanaf het knooppunt Ten Esschen zijn via de N281 plaatsen als Heerlen en Kerkrade te bereiken. Vanaf knooppunt Kunderberg zijn via de A79 onder andere Voerendaal en Valkenburg te bereiken.

## In Duitsland
De E314 volgt in Duitsland de A4 tussen de grens bij Vetschau en het Kreuz Aachen, waar de A4 als E40 verdergaat richting Keulen.